# Centro hockey di Gangneung
Il centro hockey di Gangneung (강릉 하키 센터?) è un impianto sportivo indoor costruito all'interno del parco Olimpico di Gangneung, in occasione dei Giochi Olimpici invernali del 2018.

## Storia
La costruzione della struttura, dal costo stimato di 108 milioni di won sudcoreani, ha avuto inizio il 17 luglio 2014. I lavori sono stati completati nel gennaio 2017. In origine, la struttura era stata concepita come temporanea e quindi destinata ad essere demolita dopo i giochi, tuttavia nel maggio 2016 il comitato organizzatore ha dichiarato che la struttura non sarà demolita ma che dopo i giochi sarà invece utilizzata dalla squadra locale di hockey.
Nell'aprile del 2017 ha ospitato il Campionato mondiale di hockey su ghiaccio femminile di II divisione - Gruppo A, ed il Campionato del mondo di Para Ice Hockey 2017.